# بیمارستان نظامی داود خان
بیمارستان ملی نظامی سردار محمد داوود خان  (انگلیسی: Daoud Khan Military Hospital) که اغلب به عنوان بیمارستان نظامی داوود خان شناخته می‌شود، یک بیمارستان نظامی است که در کابل، افغانستان قرار دارد. این بیمارستان نظامی با ۴۰۰ تخت از بزرگترین مرکز پزشکی نظامی در افغانستان است و قبل از سال ۲۰۲۱ به اعضای ارتش ملی افغانستان و سایر اعضای جامعه مجری قانون افغانستان خدمات درمانی و پزشکی می‌داد که شامل یک بخش آموزشی است. در سال ۱۹۷۳ توسط شوروی تأسیس شد و اکنون به عنوان "جواهرات" صنعت مراقبت‌های بهداشتی افغانستان توصیف می‌شود.

## تاریخچه
بیمارستان نظامی داوود خان توسط شوروی در سال ۱۹۷۳ ساخته شد.
بیمارستان نظامی داود خان امروز با ۴۰۰ تخت، بزرگترین و مجهزترین مرکز پزشکی در افغانستان است. در ۲۲ اکتبر ۲۰۱۵، رئیس‌جمهور پیشین افغانستان، اشرف غنی از این بیمارستان بازدید کرد.

### حمله‌ها

#### ۲۰۱۱
ظهر روز شنبه ۲۱ مه ۲۰۱۱، بمبی قوی در محوطه بیمارستان نظامی داوود خان منفجر شد که بر اثر آن ۶ نفر کشته و ۲۶ نفر مجروح شدند.

#### ۲۰۱۷
در ۸ مارس ۲۰۱۷، بیمارستان نظامی داوود خان توسط گروهی از افراد مسلح مورد حمله قرار گرفت که برخی از آنها لباس سفید بیمارستانی پوشیده بودند. مقامات دولتی تایید کردند که در این حمله چند ساعته دست‌کم ۴۹ نفر کشته و ۶۳ نفر دیگر زخمی شدند. در ۱۳ مارس، تعداد تلفات تایید نشده از ۱۰۰ نفر گذشت. اشرف غنی رئیس‌جمهور افغانستان و عبدالله عبدالله رئیس اجرائیه هر دو در محکومیت این حمله سخنانی داشتند.

#### ۲۰۲۱
در ۲ نوامبر، بیش از دو ماه پس از تسلط مجدد طالبان بر کابل، حداقل ۲۵ نفر در یک انفجار در ورودی اصلی بیمارستان و به دنبالش شلیک گلوله در ساختمان ۴۰۰ تختخوابی کشته و زخمی شدند. هیچ کس بلافاصله مسئولیت این حمله را بر عهده نگرفت، اما طالبان ادعا کردند که شورشیان دولت اسلامی - استان خراسان این حمله را انجام داده‌اند.

## مدیریت و سازماندهی
این بیمارستان برای معالجه سربازان مجروح افغان تأسیس شده بود و بودجه آن عمدتاً توسط دولت فدرال ایالات متحده تأمین می‌شد. این بیمارستان به طور کامل توسط پزشکان و پرستاران افغان اداره می‌شد و پزشکان نظامی آمریکایی و سایر پرسنل آمریکایی به عنوان مربی و مشاور کار می‌کردند.